# Bâtiment du ministère des Affaires étrangères d'Ukraine
 (mai 2025).
 (mai 2025).
La mise en forme du texte ne suit pas les recommandations de Wikipédia : il faut le « wikifier ».
Les points d'amélioration suivants sont les cas les plus fréquents. Le détail des points à revoir est peut-être précisé sur la page de discussion.
- Les titres sont pré-formatés par le logiciel. Ils ne sont ni en capitales, ni en gras.
- Le texte ne doit pas être écrit en capitales (les noms de famille non plus), ni en gras, ni en italique, ni en « petit »…
- Le gras n'est utilisé que pour surligner le titre de l'article dans l'introduction, une seule fois.
- L'italique est rarement utilisé : mots en langue étrangère, titres d'œuvres, noms de bateaux, etc.
- Les citations ne sont pas en italique mais en corps de texte normal. Elles sont entourées par des guillemets français : « et ».
- Les listes à puces sont à éviter, des paragraphes rédigés étant largement préférés. Les tableaux sont à réserver à la présentation de données structurées (résultats, etc.).
- Les appels de note de bas de page (petits chiffres en exposant, introduits par l'outil «  Source ») sont à placer entre la fin de phrase et le point final[comme ça].
- Les liens internes (vers d'autres articles de Wikipédia) sont à choisir avec parcimonie. Créez des liens vers des articles approfondissant le sujet. Les termes génériques sans rapport avec le sujet sont à éviter, ainsi que les répétitions de liens vers un même terme.
- Les liens externes sont à placer uniquement dans une section « Liens externes », à la fin de l'article. Ces liens sont à choisir avec parcimonie suivant les règles définies. Si un lien sert de source à l'article, son insertion dans le texte est à faire par les notes de bas de page.
- La présentation des références doit suivre les conventions bibliographiques. Il est recommandé d'utiliser les modèles {{Ouvrage}}, {{Chapitre}}, {{Article}}, {{Lien web}} et/ou {{Bibliographie}}. Le mode d'édition visuel peut mettre en forme automatiquement les références.
- Insérer une infobox (cadre d'informations à droite) n'est pas obligatoire pour parachever la mise en page.

Pour une aide détaillée, merci de consulter Aide:Wikification.
Si vous pensez que ces points ont été résolus, vous pouvez retirer ce bandeau et améliorer la mise en forme d'un autre article.
Le bâtiment du ministère des Affaires étrangères d'Ukraine, situé au 1, place Saint-Michel à Kiev, est un exemple notable de l'architecture stalinienne. Construit entre 1940 et 1950, le bâtiment abrite depuis l’indépendance de l’Ukraine en 1991, le ministère des Affaires étrangères ukrainien.

## Histoire
Après la Révolution russe de 1917 et la création de l'Union soviétique, l'Ukraine devient une République socialiste soviétique. Pendant cette période, l'Ukraine a connu des transformations majeures, notamment en termes de développement urbain et architectural.
La construction du bâtiment du ministère des Affaires Étrangères d'Ukraine a débuté dans les années 1940, dans le cadre de la reconstruction et du développement urbain de Kiev après la Seconde Guerre mondiale. Conçu selon les plans de Iossif Langbard, architecte issu de la République socialiste soviétique de Biélorussie, cette bâtisse est imaginée dans le style architectural stalinien, prédominant en Union soviétique à cette époque, le bâtiment a été achevé dans les années 1950.
Durant l’ère soviétique, la structure accueille le ministère des Affaires étrangères de la république socialiste et soviétique d’Ukraine jusqu’en 1991, à la chute de l’URSS et l’indépendance de l’Ukraine. Elle accueille par la suite le ministère des Affaires étrangères d’Ukraine.
Depuis l’invasion des territoires ukrainiens par les forces armées russes, en février 2022, le ministère joue un rôle essentiel dans la gestion des relations diplomatiques internationales. La structure accueille depuis 2022 la visite de nombreux hommes d’état internationaux dans le cadre de discussions diplomatiques sur la gestion du conflit.

## Caractéristiques architecturales
Le bâtiment du ministère des Affaires étrangères de l’Ukraine est caractérisée par son architecture dîtes «impériale stalinienne».
Le bâtiment est conçu avec une symétrie parfaite et des proportions harmonieuses, caractéristiques du classicisme.
Le bâtiment du ministère des Affaires étrangères de l'Ukraine se distingue par plusieurs caractéristiques architecturales notables :
- La façade du bâtiment est marquée par des colonnes massives de style corinthien et des sculptures détaillées, typiques du style stalinien aussi appelé style «impérial stalinien». Ces éléments architecturaux visent à impressionner et véhiculer l’idéologie communiste, reflétant la puissance et la grandeur de l'URSS.
- Le bâtiment est conçu avec une symétrie parfaite et des proportions harmonieuses, caractéristiques du classicisme. Cette symétrie est renforcée par l'utilisation de portiques et de fenêtres alignées. La présence de colonnes de l’ordre corinthien montre l’inspiration d’architectures antiques grecques ou encore de la Renaissance. À l'intérieur, le bâtiment est tout aussi impressionnant, avec des plafonds hauts, des lustres somptueux et des fresques murales. Les matériaux utilisés, tels que le marbre et le bois précieux, ajoutent à la prestance des espaces intérieurs. Le bâtiment est stratégiquement situé dans le centre de Kiev, ce qui souligne son importance politique et administrative. Son emplacement et son architecture en font un point de repère dans la ville.
Aujourd'hui, le bâtiment du ministère des Affaires étrangères d'Ukraine continue de jouer un rôle vital dans la diplomatie du pays. Il abrite les bureaux des hauts fonctionnaires et des diplomates, et sert de lieu pour les réunions et les négociations internationales. En plus de son importance fonctionnelle, le bâtiment est également un symbole de l'héritage architectural de l'ère soviétique et de l'identité nationale ukrainienne.